# Nadrensee
Nadrensee (hist. pol. Nadręże) – gmina w północno-wschodnich Niemczech, wchodząca w skład Związku Gmin Löcknitz-Penkun, w powiecie Vorpommern-Greifswald, w kraju związkowym Meklemburgia-Pomorze Przednie. Najbardziej na wschód położona gmina kraju związkowego. Leży na Pomorzu Zachodnim.
Gmina zaliczana do aglomeracji szczecińskiej. Według danych ze spisu z 2022 Polacy stanowili 37,1% mieszkańców gminy.

## Geografia
Gmina graniczy z Polską od wschodu i z krajem związkowym Brandenburgia od południa.

## Gmina
W skład gminy Nadrensee wchodzą miejscowości Nadrensee, Pomellen i Neuenfeld.

## Historia
Nazwa Nadrensee pochodzi od wyrażenia w dialekcie dolnoniemieckim na dreen Seen. Nadrensee i Pomellen po raz pierwszy zostały wymienione w roku 1257.

## Zabytki
- Kościół w Nadrensee
- Dwór w Nadrensee
- Kościół w Pomellen

## Komunikacja
Przez gminę przebiega autostrada A11, łącząca Berlin z granicą polsko-niemiecką, na której przechodzi w autostradę A6, prowadzącą do Szczecina. Najbliższa stacja kolejowa znajduje się w Tantow.

## Sport
W mieście istnieje klub piłkarski SV Grün-Weiß Nadrensee, w którym grają wyłącznie Polacy.

## Galeria

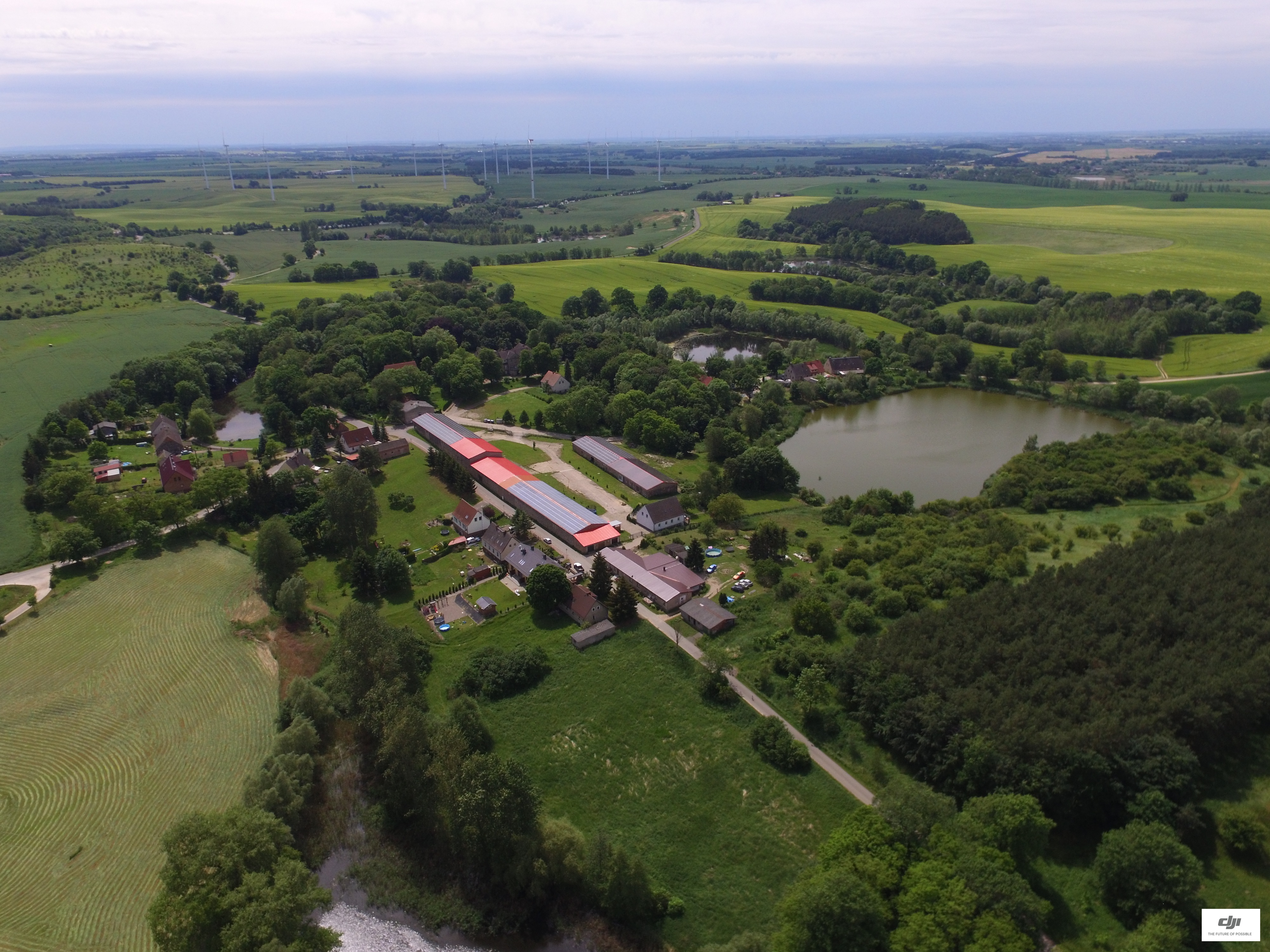
Pomellen
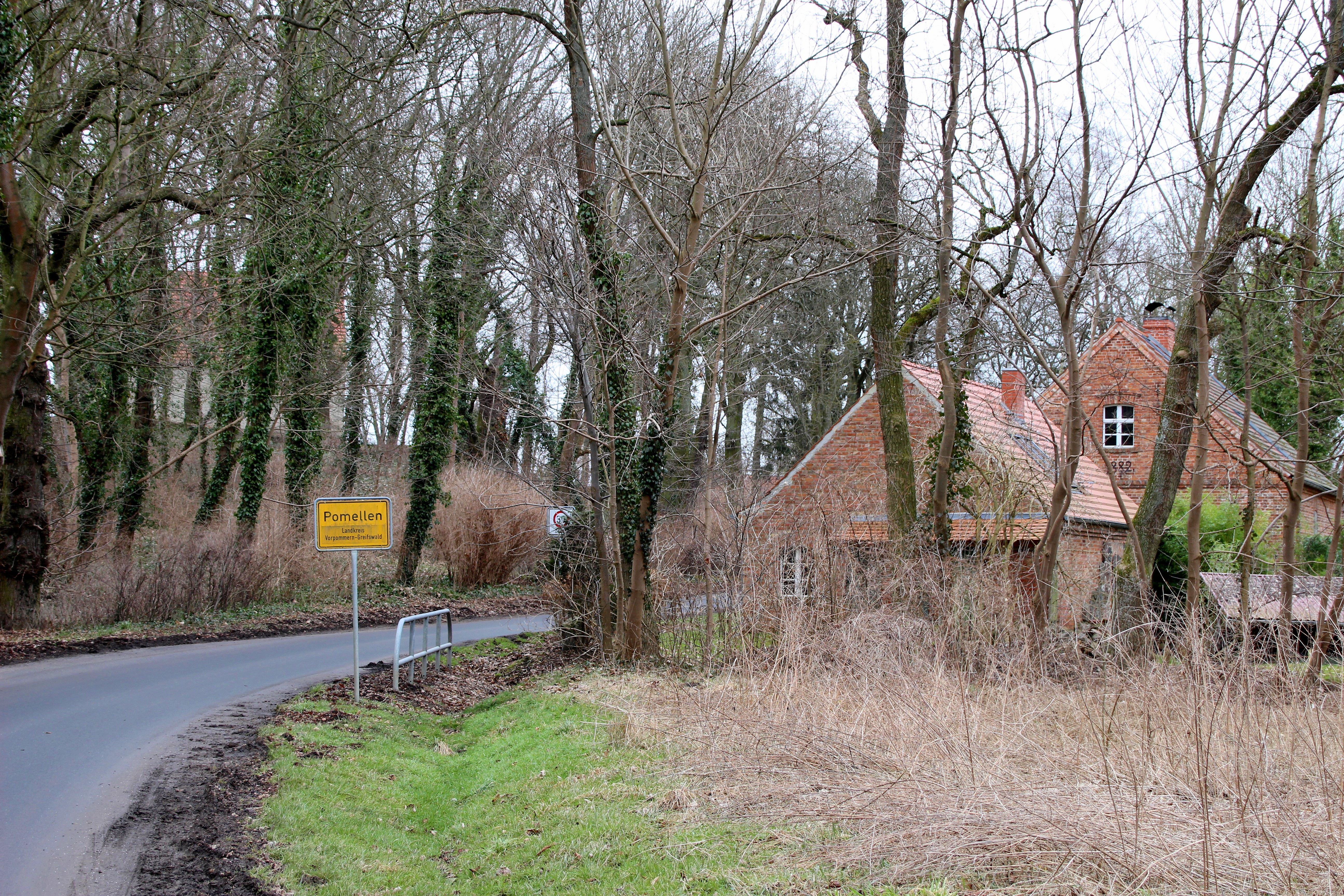
Wjazd do Pomellen